# 흔들리는 영웅
《흔들리는 영웅》(영어: Where the Day Takes You)은 미국에서 제작된 마크 로코 감독의 1992년 드라마 영화이다. 더멋 멀로니, 숀 애스틴, 밸서자 게티, 라라 플린 보일, 피터 돕슨, 리키 레이크, 제임스 러그로 등이 출연하였다. 윌 스미스의 영화 데뷔작이다. 폴 허츠버그 등이 제작에 참여하였다.

## 출연
- 더멋 멀로니
- 숀 애스틴
- 밸서자 게티
- 라라 플린 보일
- 피터 돕슨
- 리키 레이크
- 제임스 러그로
- 윌 스미스
- 로라 샌저코모
- 애덤 볼드윈
- 카일 매클라클런
- 낸시 매키언
- 얼리사 밀라노
- 데이비드 아켓
- 레이철 티코틴
- 스티븐 토볼라우스키
- 로버트 네퍼
- 크리스천 슬레이터
- 리오 로시
- 조이 데디오
- 마이클 매과이어

## 기타 제작진
- 공동 제작: 필립 매키언, 캐털레인 넬
- 라인 제작: 가이 J. 라우선
- 미술: 커크 M. 페트루셀리
- 의상: 마이클 피츠패트릭